# 灣仔碼頭

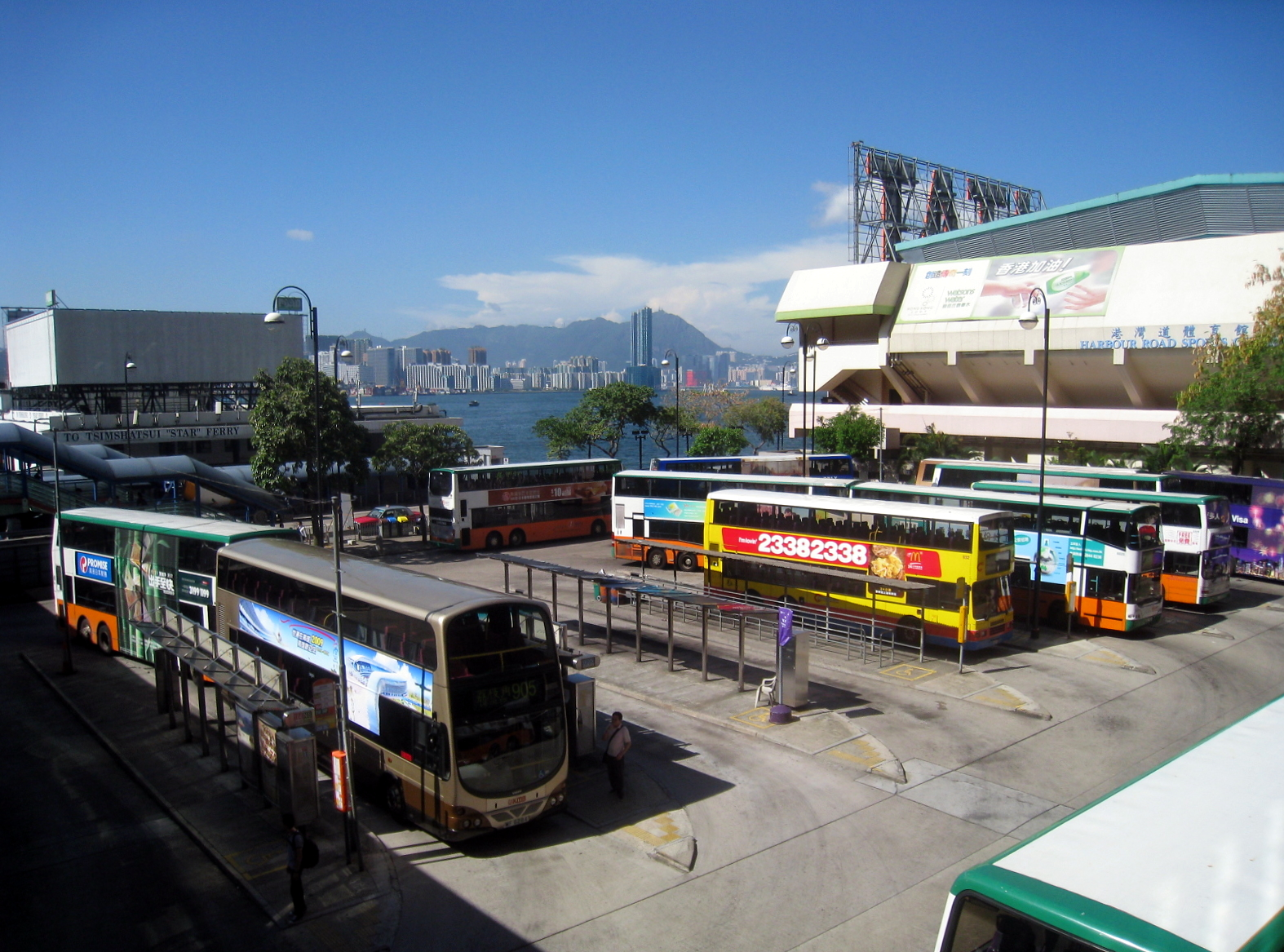
灣仔碼頭巴士總站（已拆卸）

灣仔碼頭（英語：Wan Chai Pier），全稱灣仔渡輪碼頭（Wan Chai Ferry Pier），是香港的一個渡輪碼頭，位於香港島的灣仔海旁，鄰近香港會議展覽中心。灣仔碼頭現時設有1條天星小輪航線，來往灣仔及尖沙咀的天星碼頭。
由於新灣仔碼頭的所在位置原為維多利亞港的海面，因此在區議會分界上，其入口和西面海岸屬於軒尼詩選區，而東面和北面的海岸則屬於愛群選區。

## 歷史

### 第一代（1949年—1968年）
灣仔碼頭早於1949年11月12日便已經有渡海小輪服務，來往灣仔及九龍佐敦道。由於此航線的目標為灣仔以東的港島乘客，中巴把2號線改經灣仔碼頭以作配合，並同時開辦輔助路線8號。此灣仔碼頭並非今日所在，而是位於今告士打道近杜老誌道。當時的8號線和後來開辦的11線都在杜老誌道泊街。
1956年6月1日史釗域道碼頭啟用，來往佐敦道的航線改泊新碼頭。同年7月3日，杜老誌道碼頭新增往九龍城的航線；此航線於1967年6月24日停辦。
1963年11月12日，來往紅磡的航線開辦。

### 第二代（1968年—2014年）

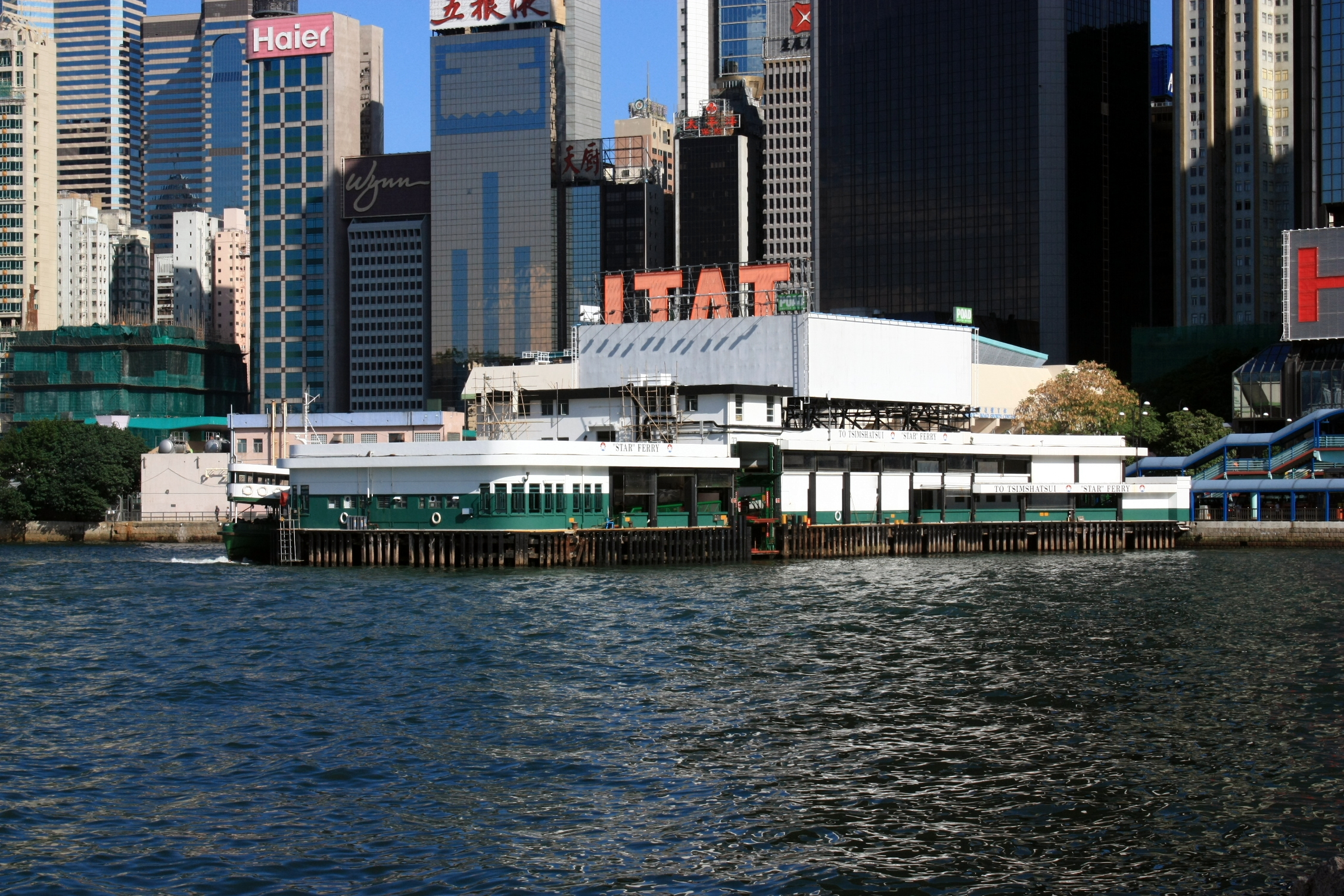
第二代灣仔碼頭

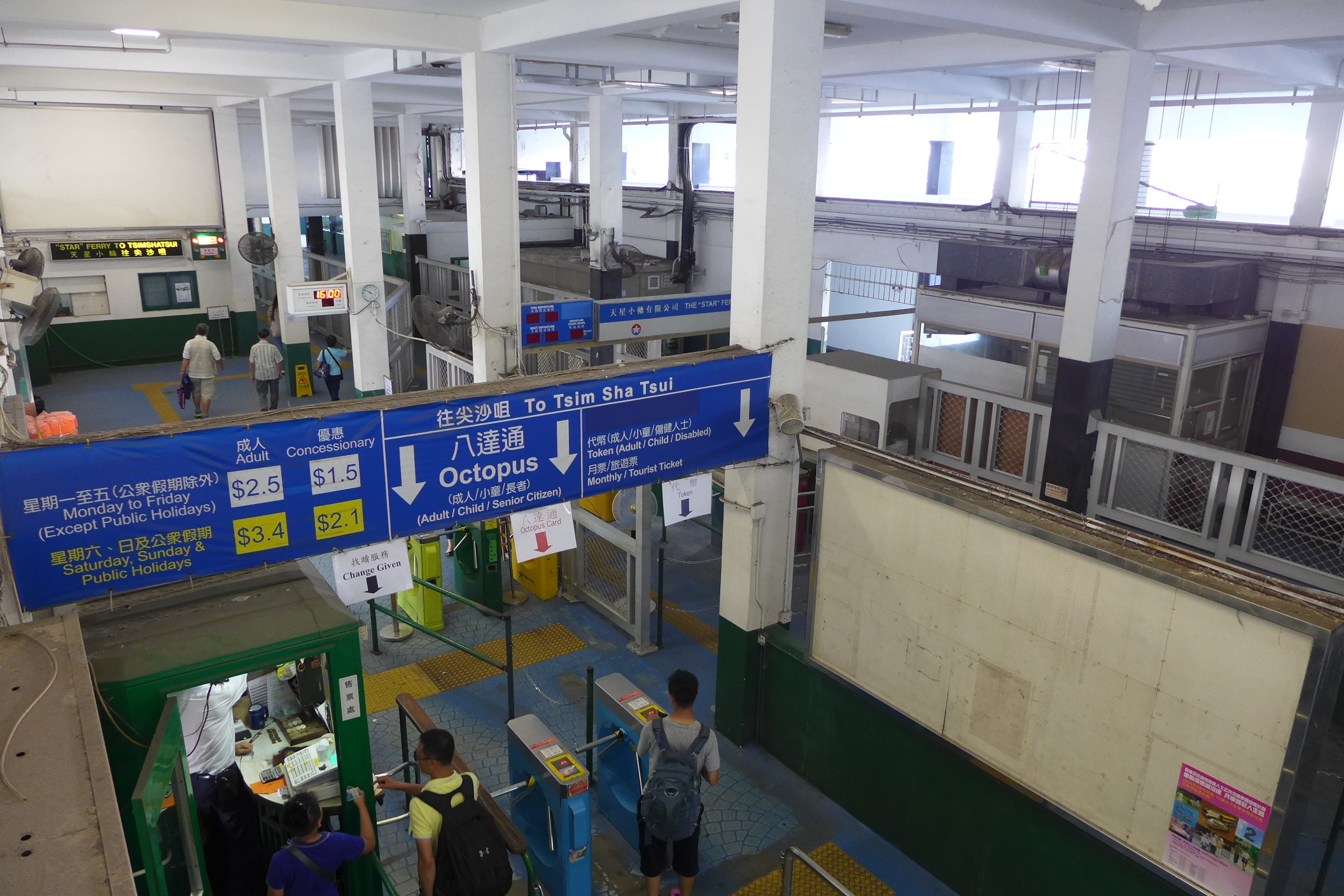
碼頭入閘口

1965年至1972年，灣仔再次進行填海工程，海岸線由告士打道北移至今天的會議道及鴻興道處。
1988年4月，佐敦道至灣仔航線停辦，由新開辦的尖沙咀至灣仔航線取代。
2011年4月1日，紅磡至灣仔航線停辦，灣仔碼頭僅餘尖沙咀來往灣仔航線。
灣仔碼頭內售票處內的左方閘口是全港獨有。每當乘客經過這個閘時，職員都要踩一踩腳下的腳踏。

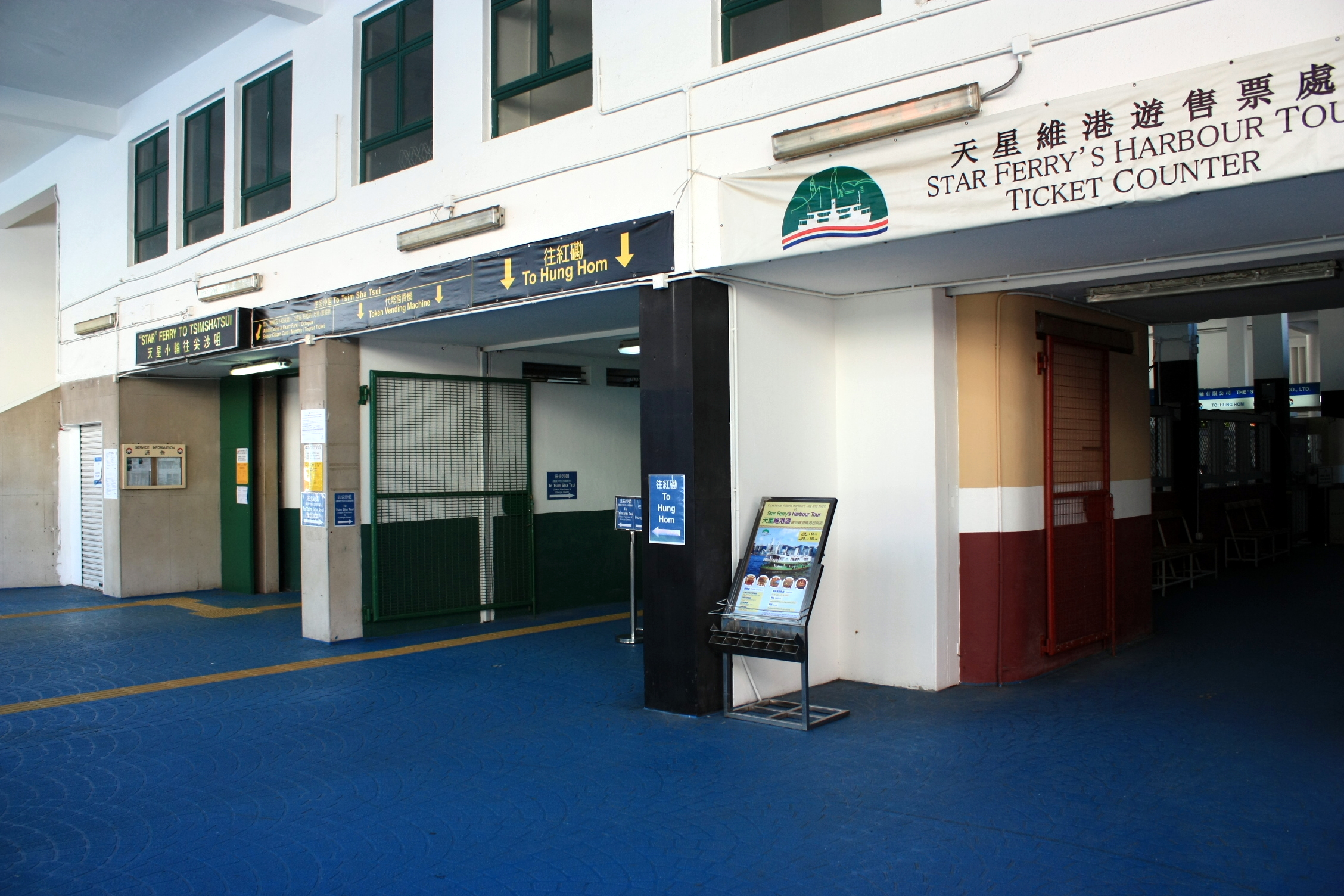
灣仔天星小輪往尖沙咀及紅磡的入口
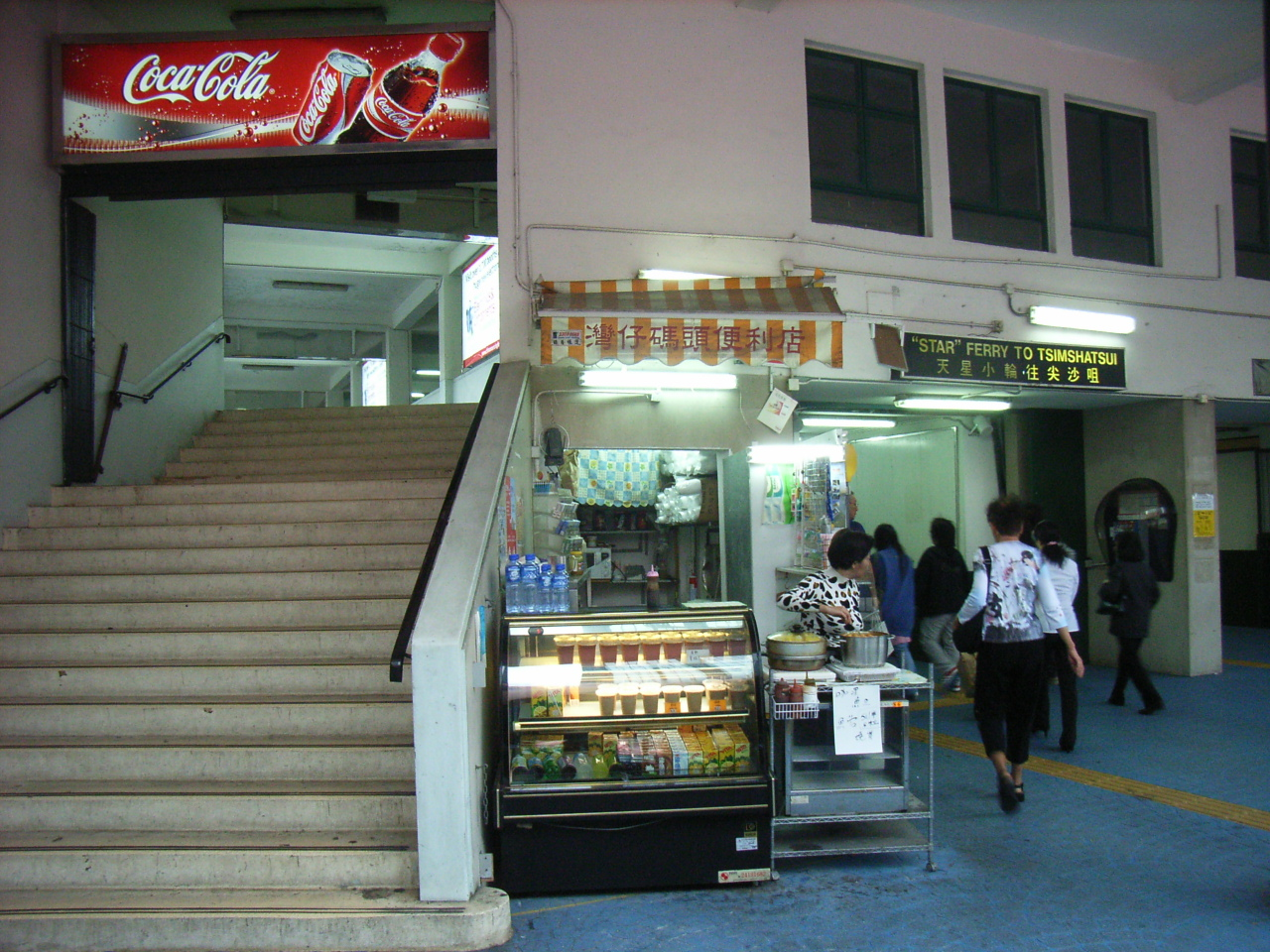
入口便利店銷售咖哩魚蛋和燒賣
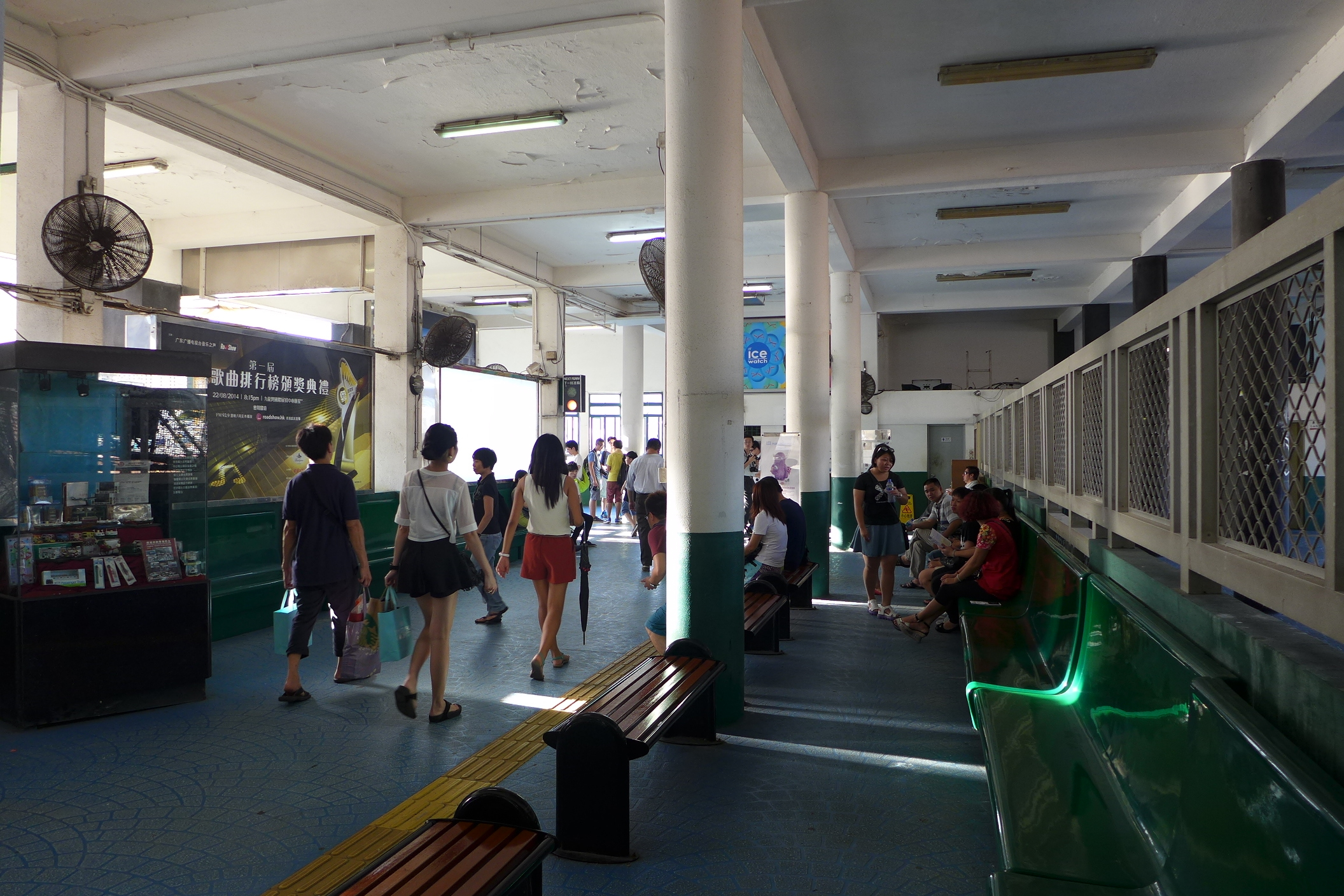
等候區

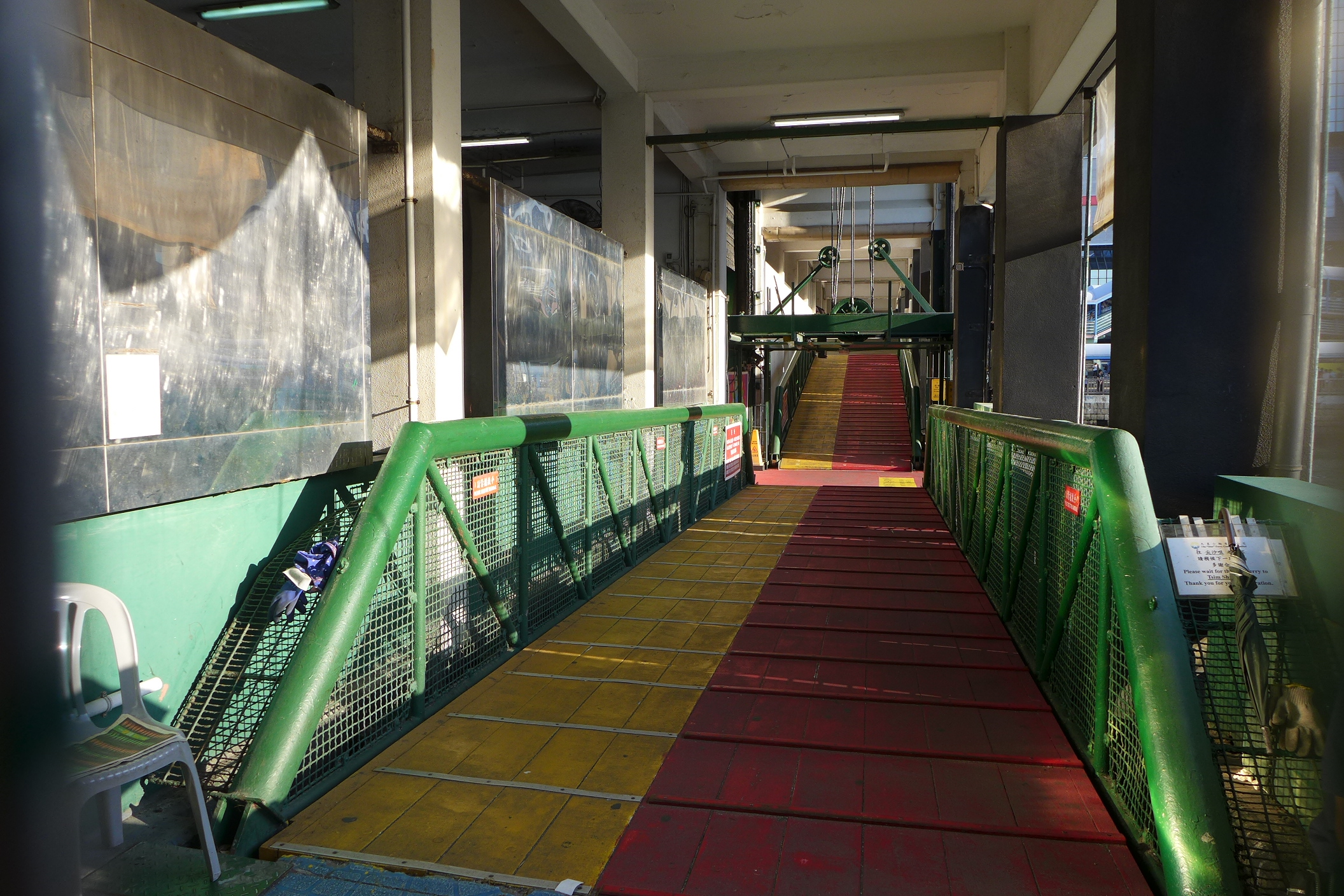
階級
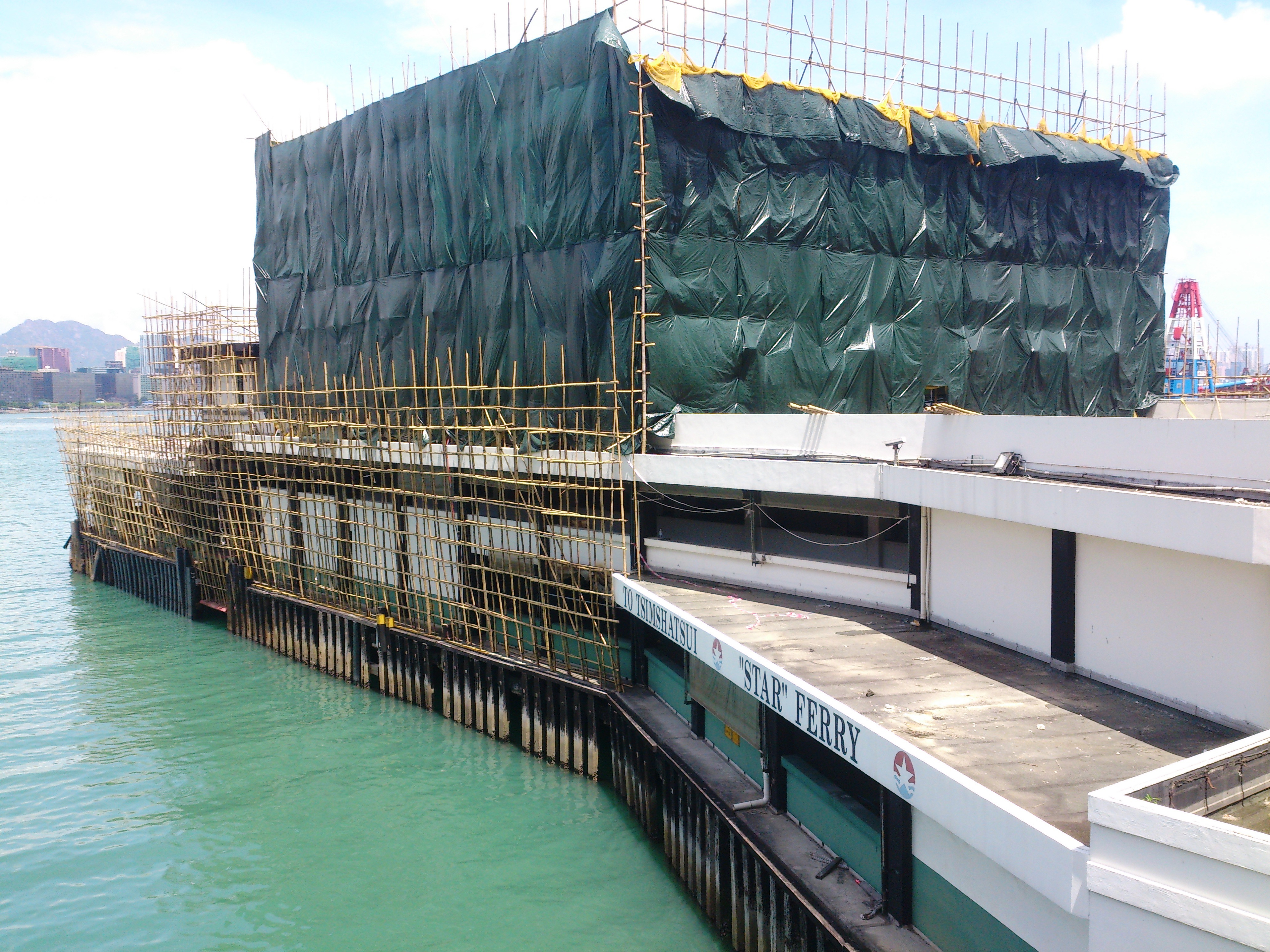
準備拆卸的碼頭
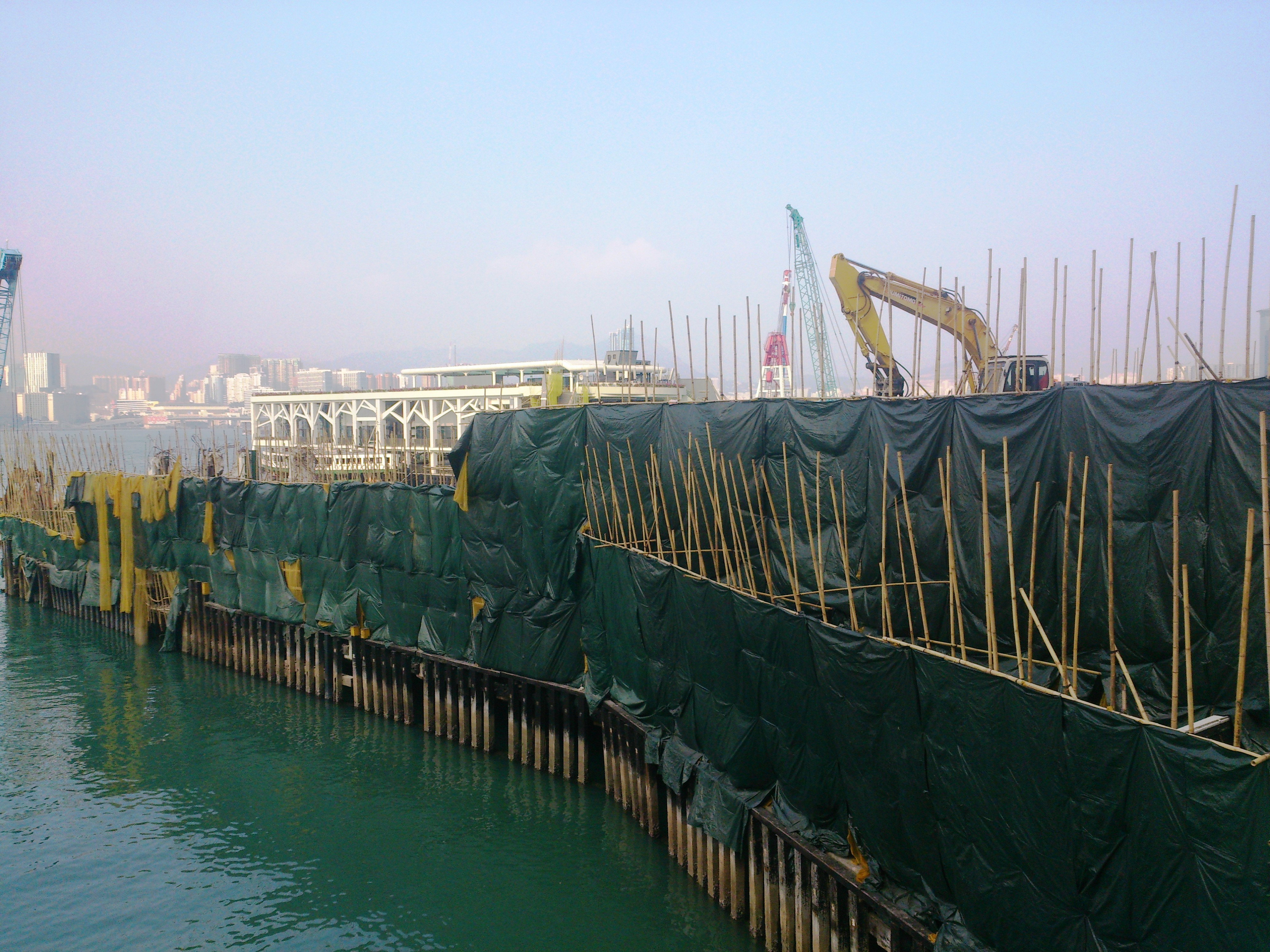
拆卸中的碼頭

#### 公共交通總站
新總站於1968年3月10日啟用，中巴8及11線亦於同時遷往。由於灣仔區大型巴士總站非常不足，公共運輸交匯處於七八十年代曾作擴建及進出路線修改。之後，又因應會議道與鴻興道通車而修建行人天橋連接渡輪碼頭。車站泊位長期嚴重飽和，一直保持極高的重要性，加上灣仔北填海區發展成熟，此總站人流甚高。
在1970至90年代，此站亦曾用作專綫小巴總站。第一代港島14線（1980年停辦）和33線（1985年停辦）及現今的36線（1995年遷往史釗域道）均曾使用此站。
2012年2月6日，過海隧道巴士930A線在上午往港島的班次延長至此站。到了2012年7月29日，930線的終點由金鐘（東）遷往此站，930A線的下午回程班次亦改為由此站開出，是此站首兩條往返荃灣的巴士路線。40M線自1995年起以此站為總站，為配合是次改動，總站遷往金鐘（政府總部），而路線亦不再途經此站。

### 第三代（2014年—現在）

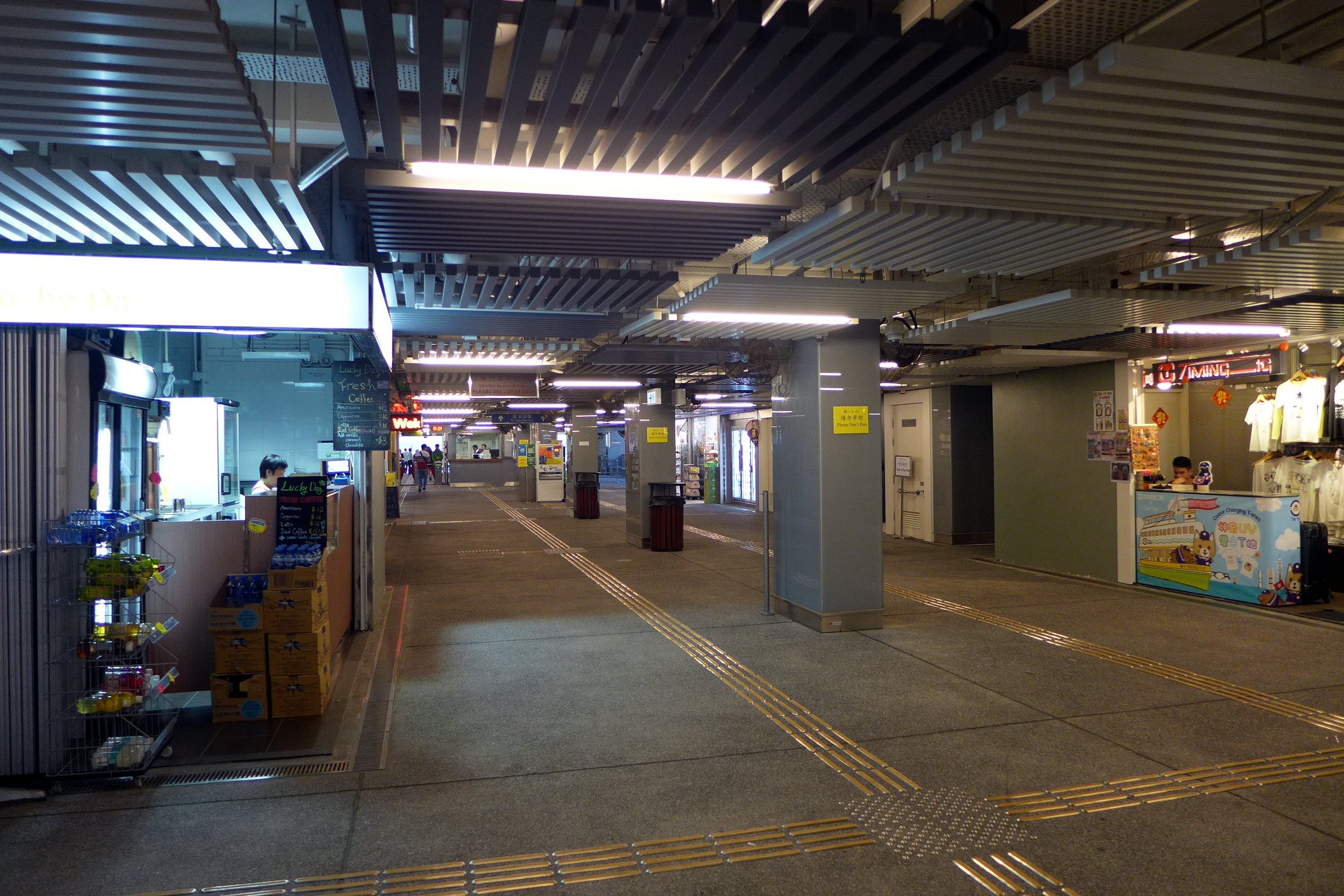
灣仔碼頭內的商店

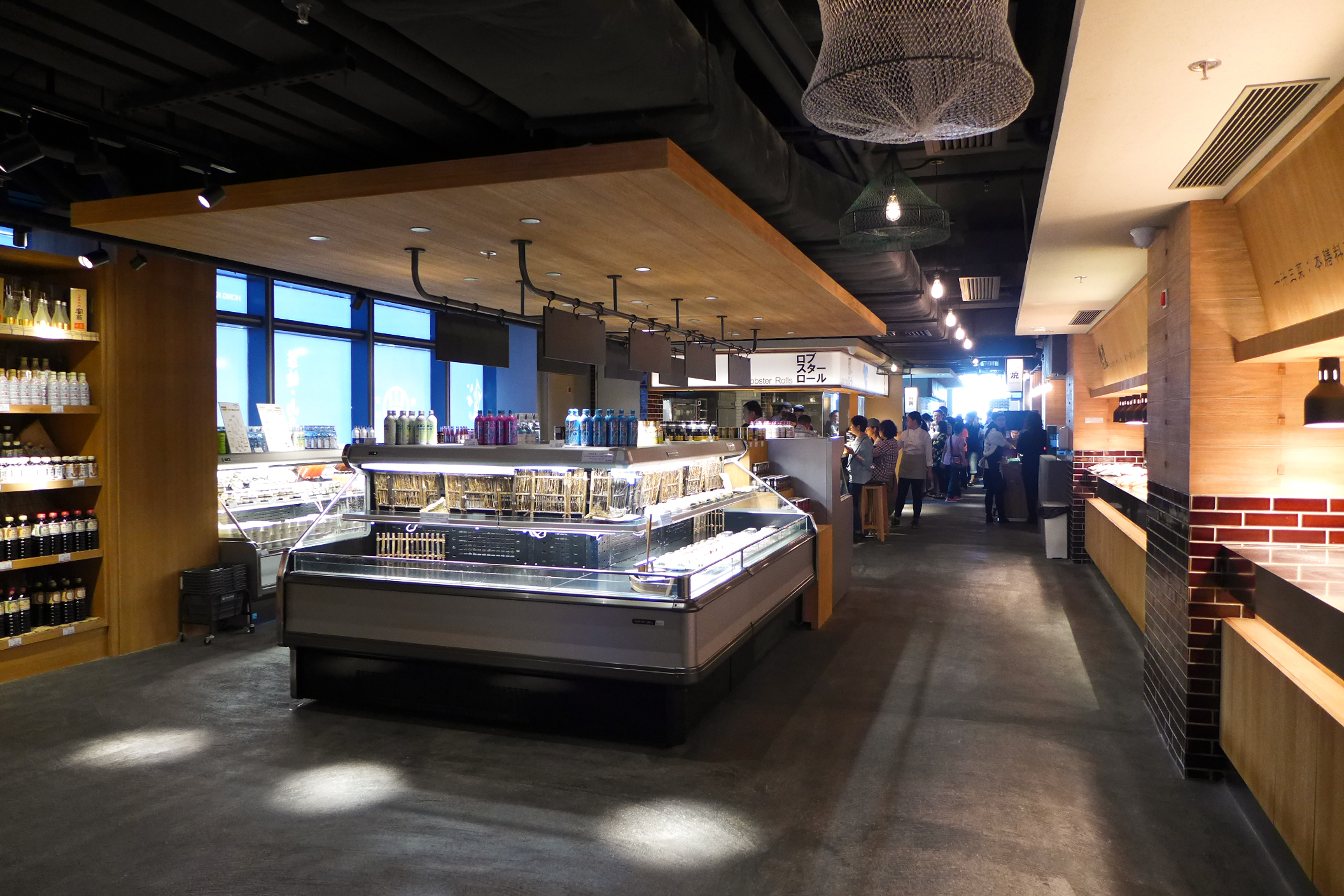
碼頭2樓曾設築地．山貴水產市場，到2019年9月結業

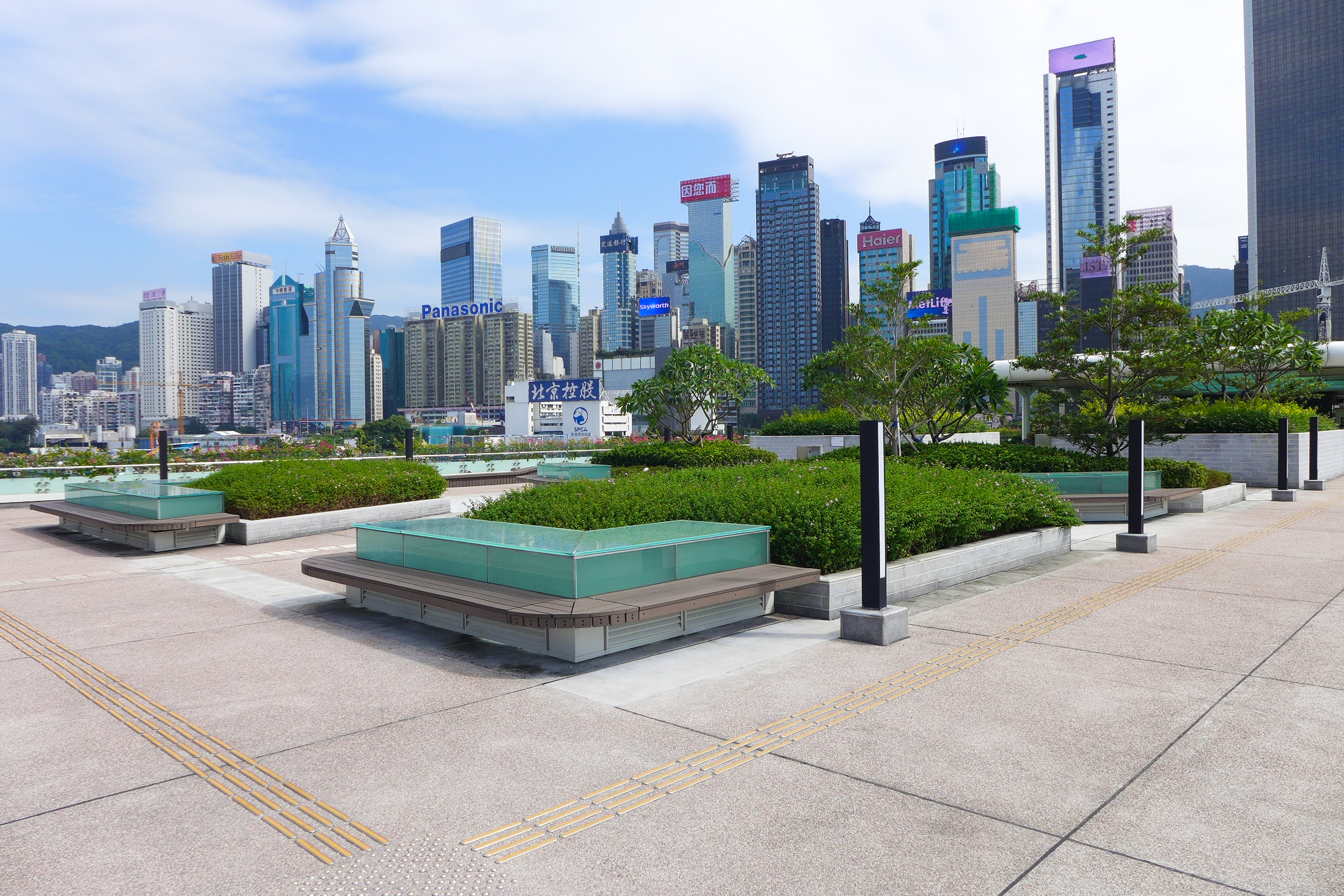
碼頭天台花園

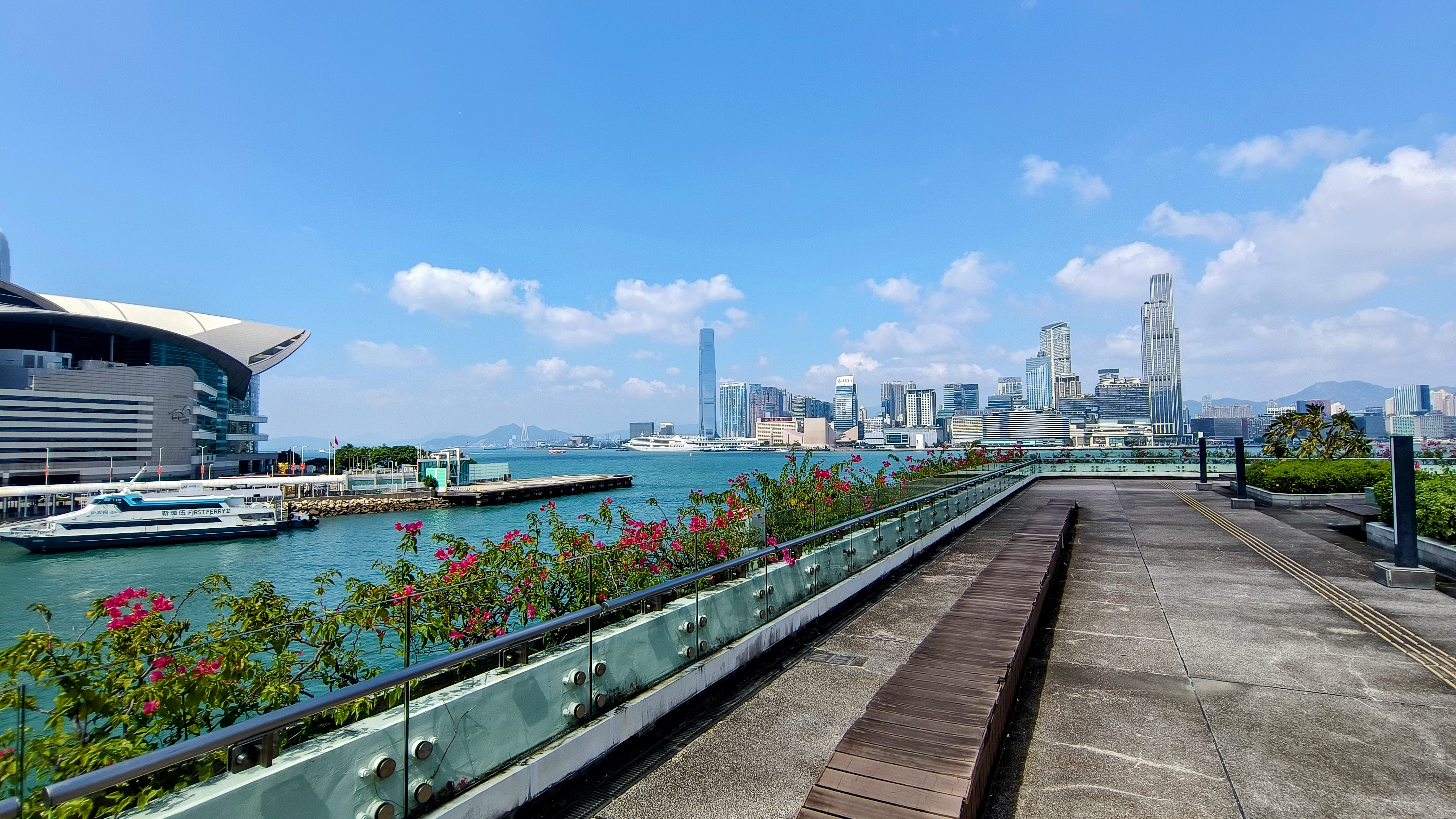
灣仔碼頭天台花園

由於第二代灣仔碼頭的所在地將被用作興建中環灣仔繞道，為配合灣仔發展第二期工程，政府決定將沿用46年的舊灣仔碼頭停用及碼頭拆卸，並於現時海堤北面建築新碼頭。營運灣仔至尖沙咀航線的天星小輪于2007年曾表示反對拆灣仔碼頭。
新碼頭於2014年8月30日啟用，佔地約2,200平方米，較之前的碼頭減少約150平方米，設施與中環新天星碼頭（七、八號碼頭）相若。而新碼頭的二樓空間會用作餐飲用途，於2016年10月中開設由築地市場最具規模的批發商山治集團設立首個海外水產市場築地．山貴水產市場，佔地超過一萬呎。市場到2019年9月結業，到2020年5月翻新後改為婚宴場所PIER 1929。
不過，兩層高的新碼頭第二層餐飲食肆，要在碼頭至少運作半年後才通電。另有市民質疑通往新碼頭的行人通道過於狹窄，擔心未能消化繁忙時間使用碼頭的乘客量，土木工程拓展署回應說所設計的行人路預計足夠應付現有渡輪航線的人流。由於灣仔天星碼頭搬遷後距離灣仔的商業中心區較遠，導致天星小輪往來灣仔航線的客量下跌。

#### 公共交通總站
根據沙田至中環綫最新方案，灣仔碼頭公共運輸交匯處所處之用地將被徵用作會展站工地，巴士總站暫時被遷往海旁地區，位於鴻興道以北的新填海地，入口在鴻興道與馬師道交界，命名為灣仔北公共運輸交匯處。待鐵路車站建成後，原址原定於興建會議中心時將重建一個設有9條單坑、2條雙坑、1個的士站和2個上落客貨位的室內公共運輸交匯處。但當局於2020年決定中止有關計劃後，此處恢復為露天總站，並於2022年5月14日啟用重新開放以配合會展站啟用，以及重新命名為「會展站公共運輸交匯處」。

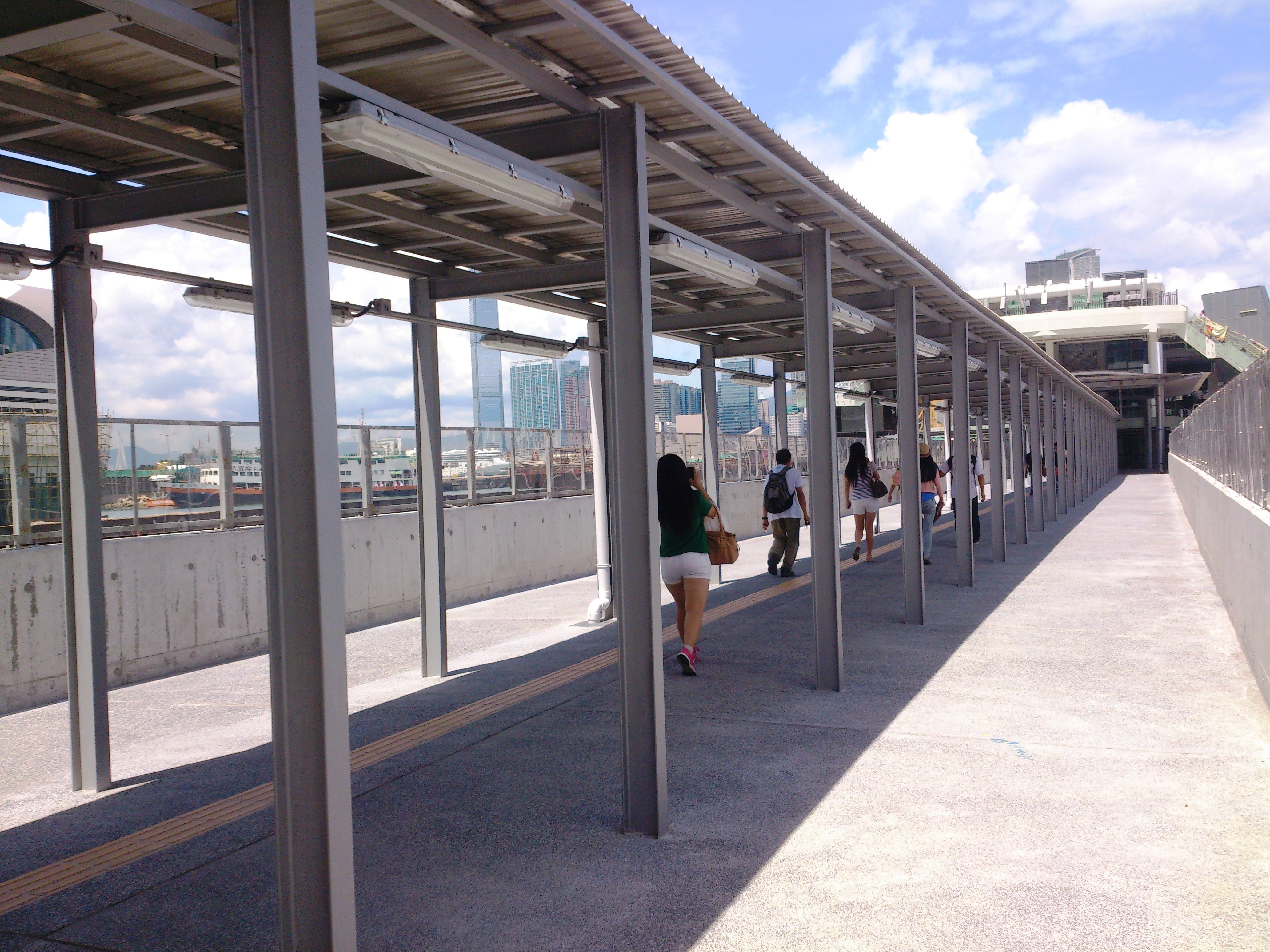
通往碼頭的有蓋行人道
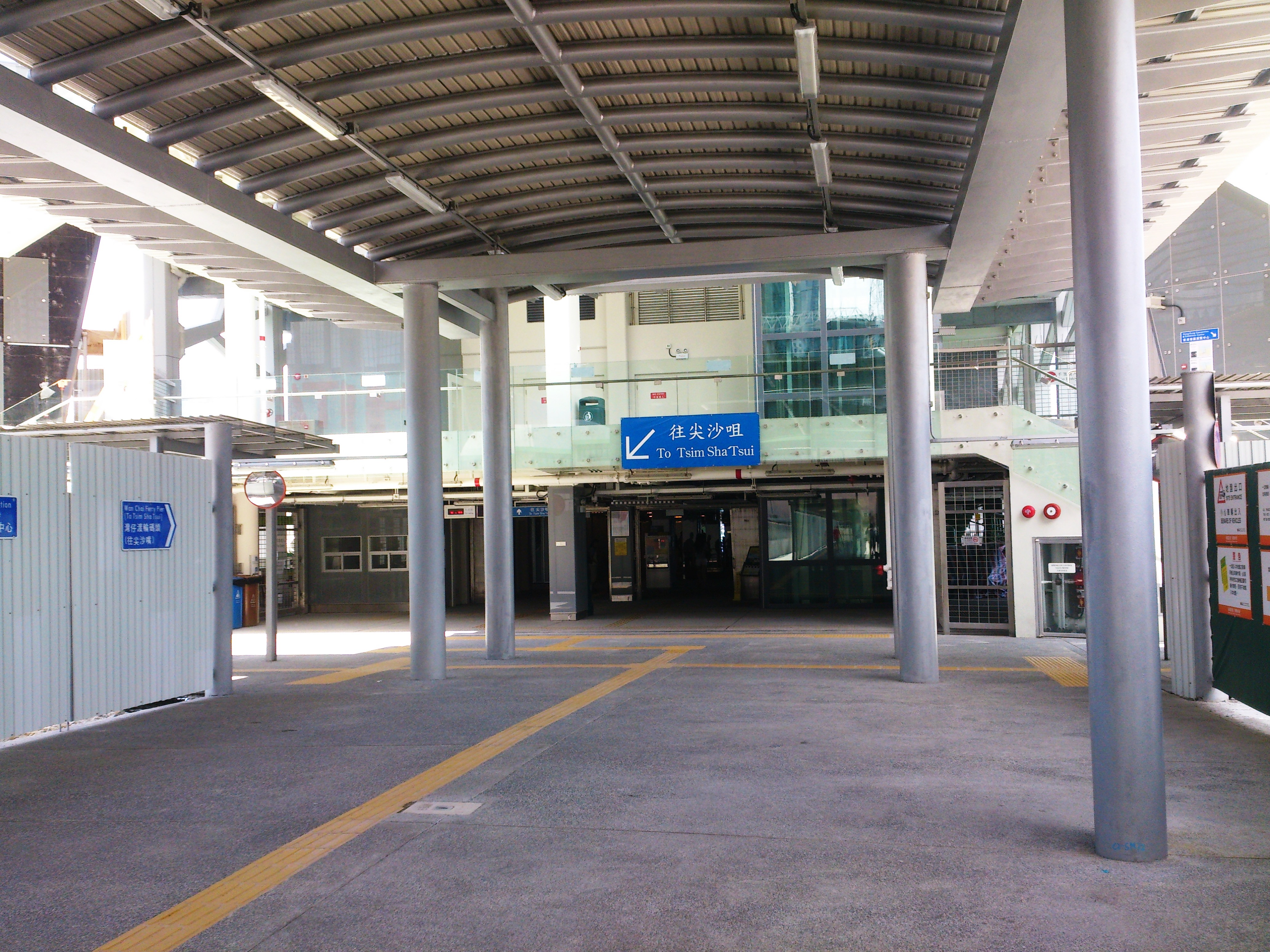
碼頭正面
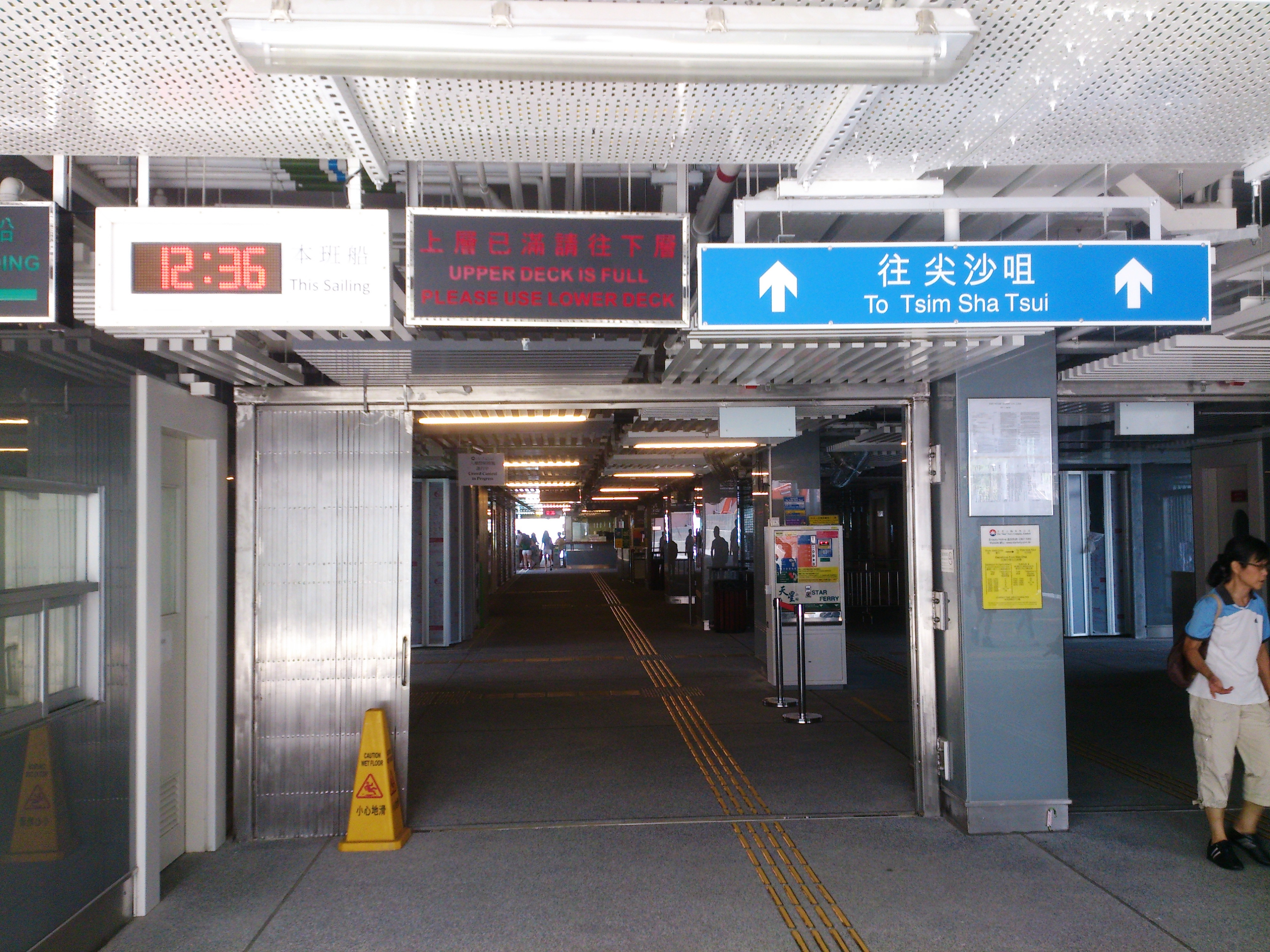
碼頭入口

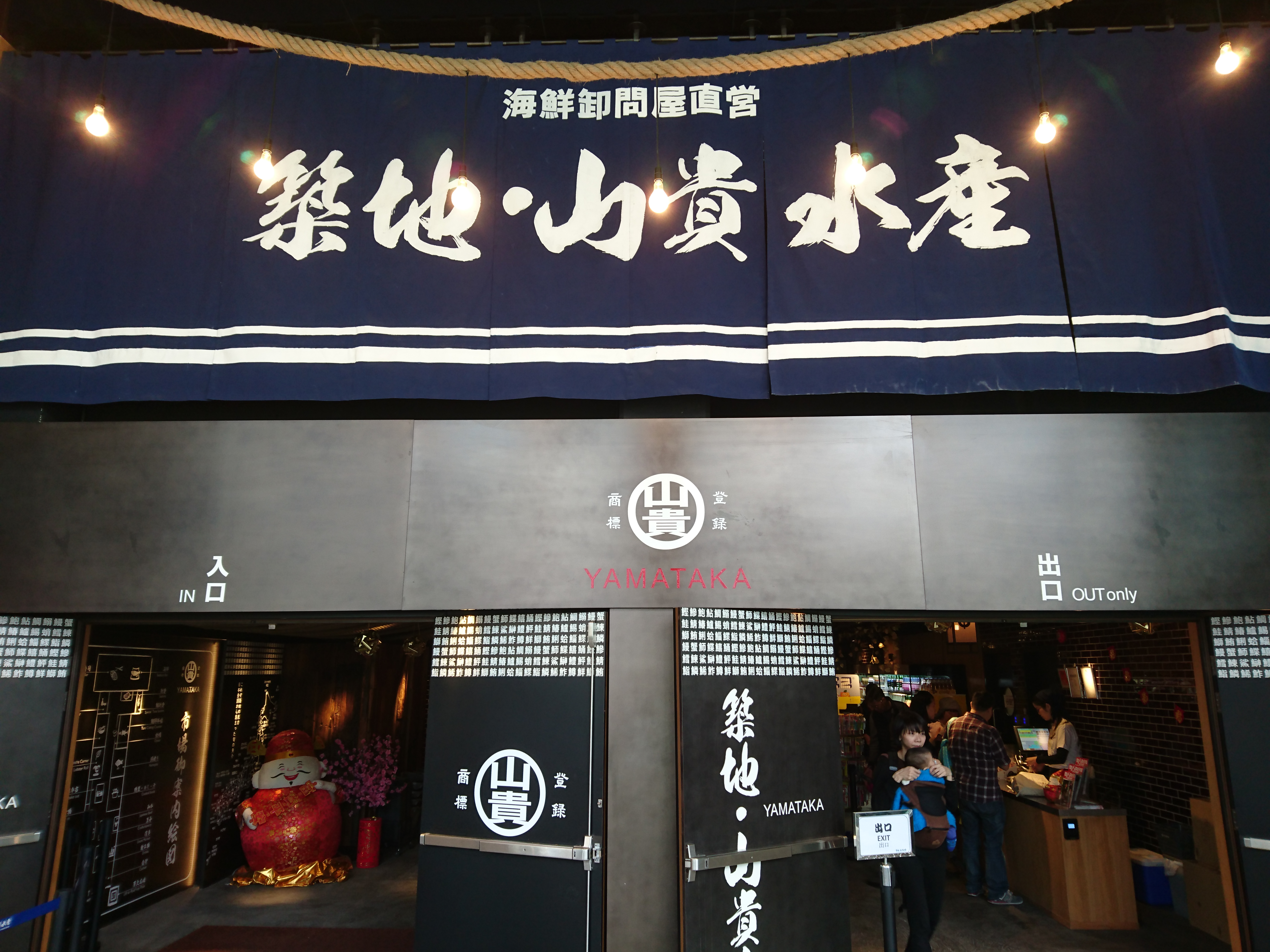
碼頭1樓的「築地．山貴水產市場」
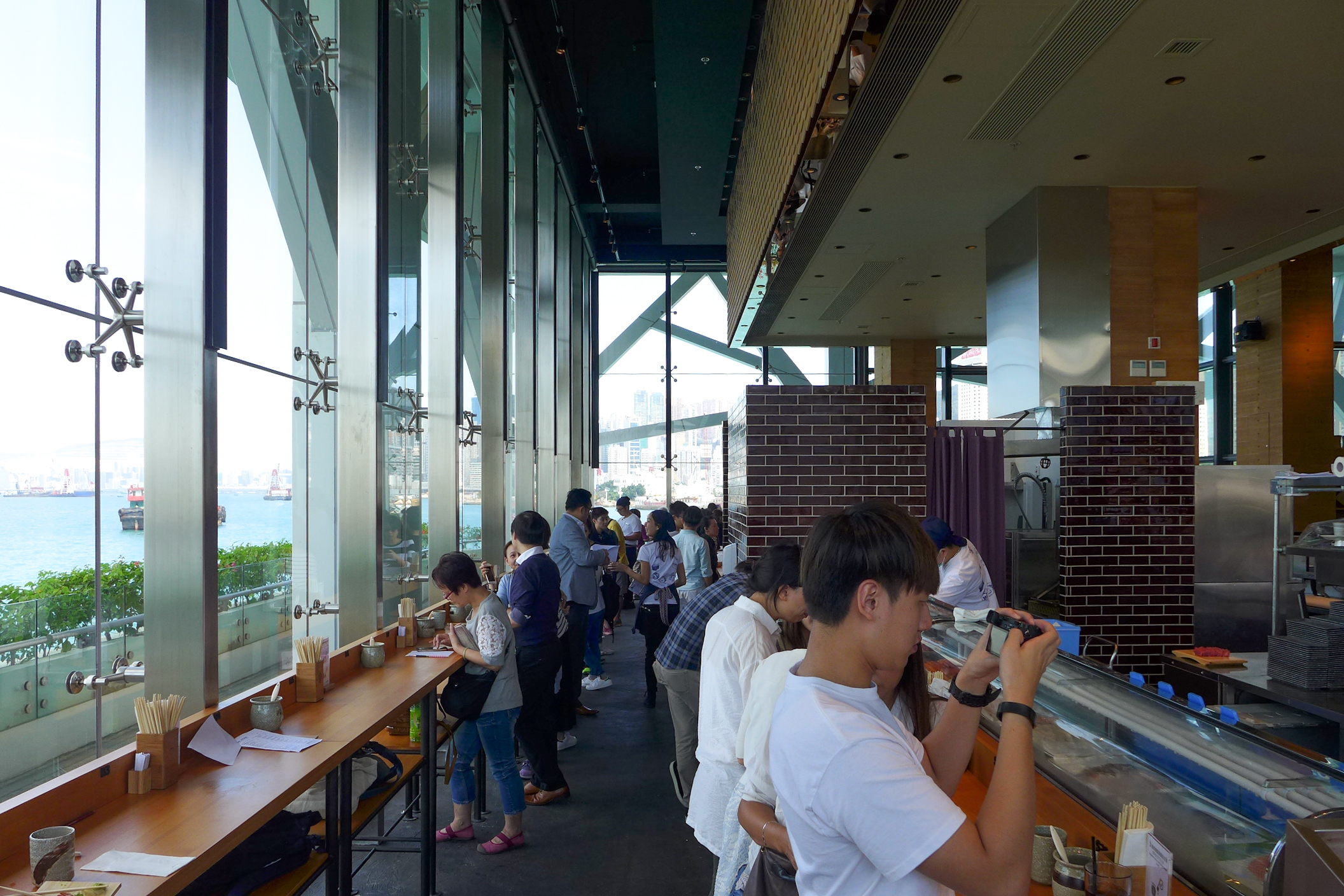
「築地．山貴水產市場」內立食壽司區可欣賞維港景色
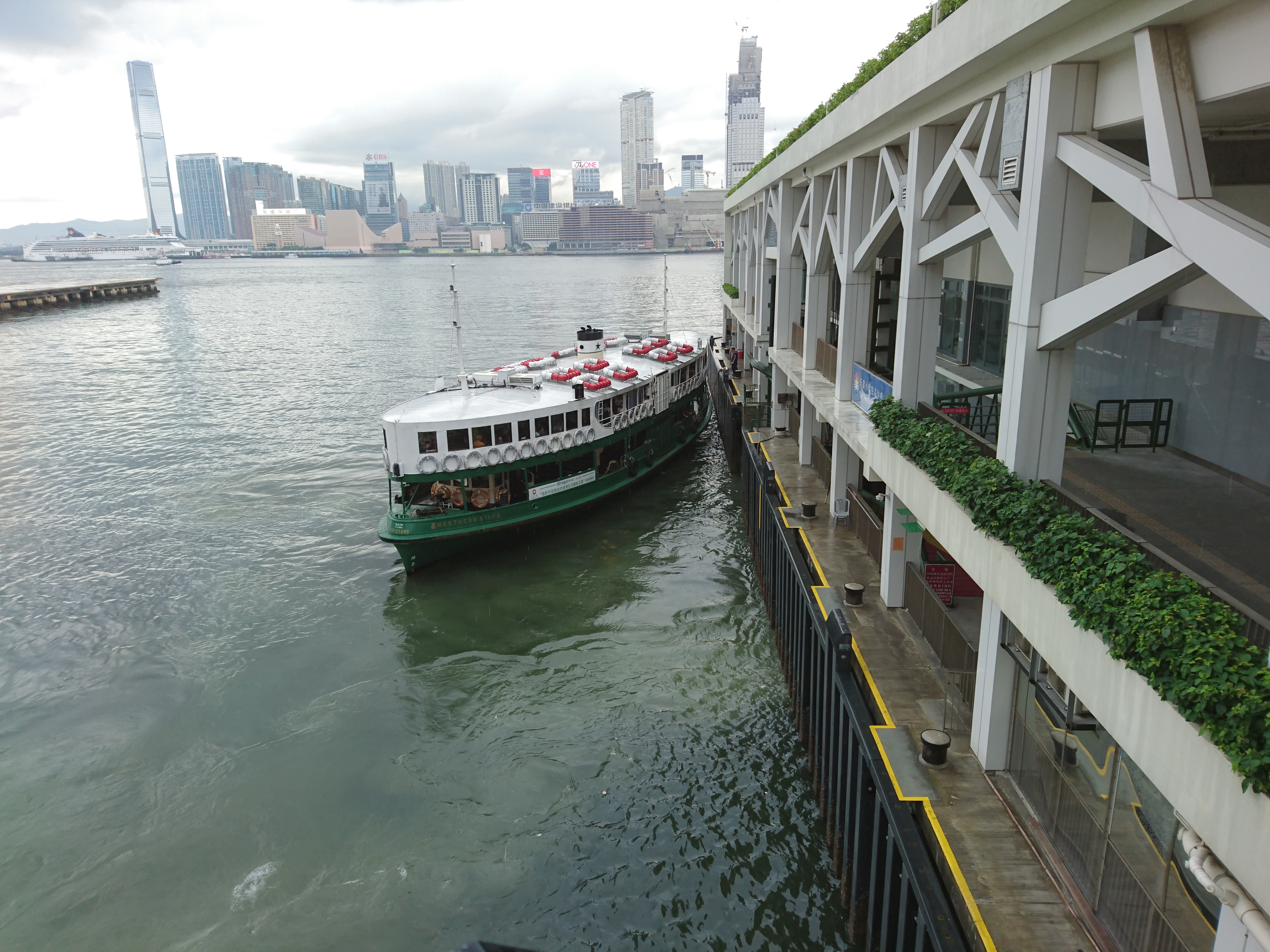
一艘渡輪準備停泊碼頭

## 鄰近
| - 金紫荊廣場 - 香港會議展覽中心 - 中環廣場 - 鷹君中心 - 萬麗海景酒店 - 海景中心 - 灣仔運動場 - 會展站 | - 新鴻基中心 - 港灣道體育館 - 菲林明道 - 會議道 - 杜老誌道 - 維多利亞港 |

## 外部連結
维基共享资源上的相關多媒體資源：灣仔碼頭